# First Point
Der First Point ist die nordwestliche Landspitze von Annenkov Island im Südatlantik.
Wissenschaftler der britischen Discovery Investigations kartierten und benannten die Landspitze zwischen 1926 und 1930. Der weitere Benennungshintergrund ist nicht überliefert.